# Harpacticus staphilinus
Harpacticus staphilinus is een eenoogkreeftjessoort uit de familie van de Harpacticidae. De wetenschappelijke naam van de soort is voor het eerst geldig gepubliceerd in 1858 door Claus.